# Poul Hartling
Poul Hartling, född 14 augusti 1914 i Köpenhamn, död 30 april 2000 i Köpenhamn, var en dansk politiker och skolman. Han var Danmarks statsminister 1973-1975. 

## Biografi
Hartling var utbildad teolog och ledamot av Folketinget i perioder från 1957. Han var partiledare för det liberala och borgerliga partiet Venstre 1965-1977, som under hans ledning vann stora framgångar framför allt i städerna och blev det ledande partiet i Danmark.
Genom en uppgörelse med Radikale venstre skapade han förutsättningar för bildandet av den borgerliga koalitionsregeringen 1968 i vilken han tjänstgjorde som utrikesminister 1968-1971.
Efter folketingsvalet i december 1973, då det inte gick att få majoritet för någon form av majoritetsregering tillträdde Hartling som statsminister 1973 i spetsen för en venstreregering med endast 22 mandat i parlamentet bakom sig.
Hartlings försök att få majoritet för sin lösning av Danmarks svåra ekonomiska kris 1974 misslyckades och han utlyste nyval i januari 1975. Han vann en personlig framgång vid valet, då Venstre vann 20 mandat och blev Folketingets näst största parti, men hans ställning blev ändå försvagad eftersom de övriga partierna som kunde tänkas stödja hans program förlorade ännu fler mandat. Detta ledde till att hans regering tvingades avgå då den kom i minoritet vid det nya Folketingets första möte.
Hartling var därefter FN:s flyktingkommissarie och chef för FN:s flyktingsekretariat (UNHCR) 1978-85. När UNHCR tilldelades Nobels fredspris 1981 var det Hartling som på organisationens vägnar mottog priset.